# Bismuth(III) nitrat
Bismuth(III) nitrat là một hợp chất vô cơ thuộc loại muối gồm thành phần chính là cation bismuth trong trạng thái oxy hóa +3 và anion nitrat, với công thức hóa học được quy định là Bi(NO3)3. Hợp chất này tồn tại dưới dạng rắn phổ biến nhất là pentahydrat. Bi(NO3)3 được sử dụng trong tổng hợp các hợp chất bismuth khác. Hợp chất này cũng được cung cấp trên thị trường hóa chất. Đặc biệt, hợp chất này là muối nitrat duy nhất được hình thành bởi một nguyên tố thuộc nhóm 15, chỉ ra bản chất kim loại của bismuth.

## Điều chế và các phản ứng
Bismuth(III) nitrat có thể được điều chế bằng phản ứng của kim loại bismuth và axit nitric đặc, được miêu tả bằng phương trình sau:
Bi + 4HNO3 → Bi(NO3)3 + 2H2O + NO↑
Hợp chất này cũng hòa tan trong axeton, axit axetic và glyxerol nhưng thực tế không tan trong etanol và etyl axetat.
Bismuth(III) nitrat tạo thành các phức không hòa tan với pyrogallol và cupferron. Hai phức chất này là cơ sở của các phương pháp xác định trọng lượng của bismuth.
Khi nung bismuth(III) nitrat có thể phân hủy tạo thành nitơ dioxide, NO2.

## Hợp chất khác
Bi(NO3)3 còn tạo một số hợp chất với CS(NH2)2, như Bi(NO3)3·3CS(NH2)2 là tinh thể vàng hay Bi(NO3)3·5CS(NH2)2 là tinh thể đỏ.
Bi(NO3)3 còn tạo một số hợp chất với CSe(NH2)2, như Bi(NO3)3·6CSe(NH2)2 là tinh thể đỏ đậm, tan trong nước, metanol, DMSO và etylen glycol.